# هيرمان هيبل
هيرمان هيبل (21 يوليو 1912 – 19 أغسطس 1941) هو سبّاح ألماني راحل، مثّل بلاده في الألعاب الأولمبية الصيفية 1936.

## روابط خارجية
هيرمان هيبل على موقع الاتحاد الدولي للسباحة (الإنجليزية)
- هيرمان هيبل على موقع أوليمبيديا (الإنجليزية)